# عبدالرضا برزگری
عبدالرضا برزگری (۱۲ تیر ۱۳۳۷ - آبادان) بازیکن سابق فوتبال اهل ایران است. وی سابقه بازی در باشگاه فوتبال صنعت نفت آبادان را دارد.
وی سابقه ۱۵ بازی و ۸ گل ملی نیز در کارنامه دارد.